# Raffaella di Girolamo
Raffaella Frigerio di Girolamo (Santiago de Xile, 18 de gener de 1978) és una psicòloga, sexòloga i escriptora xilena.

## Vida personal
És filla de la destacada actriu Claudia di Girolamo i de l'artista plàstic Ismael Frigerio. També és germana dels actors Antonio Campos di Girolamo i Pedro Campos di Girolamo, neta de Claudio di Girolamo Carlini i cosina de l'actriu Mariana di Girolamo.
Va ser la parella del cèlebre compositor i cantant Álvaro Henríquez, que li va dedicar el tema instrumental Raffaella.

## Formació i carrera
Di Girolamo va estudiar a la Saint George's College, la Universitat d'Arts, Ciències i Comunicació i la Universitat Adolfo Ibáñez.
El 2009, va debutar a la televisió com a panelista del programa Buenos días a todos de la Televisió Nacional de Xile. El 2013, va publicar el llibre Sexualidad diario íntimo, que va presentar a la Fira Internacional del Llibre de Santiago.